# 馬場宏二
馬場 宏二（ばば ひろじ、1933年4月8日 - 2011年10月14日）は、日本の経済学者。東京大学名誉教授。経済学博士。マルクス経済学者として「過剰富裕論」を唱えた。晩年には、学説史にも興味を示し、貿易理論におけるヘンリー・マーチンを「発見」した。

## 略歴
群馬県生まれ。小学校時代を台湾で過ごし、敗戦で引揚げる。
1953年、群馬県立渋川高等学校卒業。1957年、東京大学経済学部卒業。東京大学大学院社会科学研究科単位取得中退。神奈川大学講師・助教授、東京大学助教授・教授を経て、1994年大東文化大学教授。
2011年10月14日、胃癌のため死去。78歳没。

## 著書

### 単著
- アメリカ農業問題の発生（東京大学出版会、1969年）
- 世界経済――基軸と周辺（東京大学出版会、1973年）
- 現代資本主義の透視（東京大学出版会、1981年）
- 富裕化と金融資本（ミネルヴァ書房、1986年）
- 教育危機の経済学（御茶の水書房、1988年）
- 新資本主義論――視角転換の経済学（名古屋大学出版会、1997年）
- 会社という言葉』（大東文化大学経営研究所、2001年）
- マルクス経済学の活き方――批判と好奇心（御茶の水書房、2003年）
- もう一つの経済学――批判と好奇心（御茶の水書房、2005年）
- 経済学古典探索――批判と好奇心（御茶の水書房、2008年）
- 宇野理論とアメリカ資本主義(御茶の水書房、2011年)

### 編著
- シリーズ世界経済（1）国際的連関――焦点と回路（御茶の水書房、1986年）
- シリーズ世界経済（2）アメリカ――基軸国の盛衰（御茶の水書房、1987年）
- シリーズ世界経済（3）ヨーロッパ――独自の軌跡（御茶の水書房、1988年）
- シリーズ世界経済（4）日本――盲目的成長の帰結（御茶の水書房、1989年）

### 共編著
- 資本主義はどこに行くのか――20世紀資本主義の終焉（加藤榮一・三和良一、東京大学出版会、2004年）
- 現代世界経済の構図（工藤章、ミネルヴァ書房、2009年）

### 訳書
- 世界経済論（アーサー・ルイス、新評論、1969年）